# Cambusbarron
Cambusbarron ist eine Ortschaft im Süden der schottischen Council Area Stirling, wo es eine der 42 Community Council Areas bildet. Es handelt sich um einen südwestlich gelegenen Vorort Stirlings.

## Geschichte
Bereits im Mittelalter existierte eine Siedlung am Standort. Überlieferungen zufolge befand sich dort auch eine Kapelle, in der Robert the Bruce am Abend vor der siegreichen Schlacht von Bannockburn betete. Bannockburn selbst befindet sich rund 3,5 Kilometer südöstlich.
Zur Zeit der industriellen Revolution entwickelte sich Cambusbarron zu einem textilproduzierenden Standort und mehrere industrielle Mühlen wurden errichtet. Die Hayford Mills alleine beschäftigten um die Jahrhundertwende rund 1200 Personen. Ihre Eigentümerfamilie Smith lebte in der jakobinischen Villa Hayford House. 1875 wurden 4000 £ zur Errichtung einer Schule aufgewendet, welche 270 Schülern Platz bot.
Zwischen 1861 und 1871 hatte sich die Einwohnerzahl Cambusbarrons auf 1236 mehr als verdoppelt. Zwischen 1961 und 1991 zeigte sie sich nur leicht schwankend zwischen 1400 und 1500. Im Rahmen der Zensuserhebung 2011 wurden 3224 Personen in Cabusbarron gezählt.

## Verkehr
Cambusbarron ist direkt an der M9 gelegen. Die nächstgelegene Anschlussstelle befindet sich jedoch erst mehrere Kilometer nördlich. Nördlich verläuft die von Stirling nach Balloch führende A811.